# استودیوهای تلویزیونی فاکس ۲۱
استودیوهای تلویزیونی فاکس ۲۱ (به انگلیسی: Fox 21 Television Studios) یک شرکت تولید محصولات تلویزیونی و از شرکت‌های فرعی و تابعهٔ شرکت والت دیزنی است.